# Współczynnik umieralności niemowląt

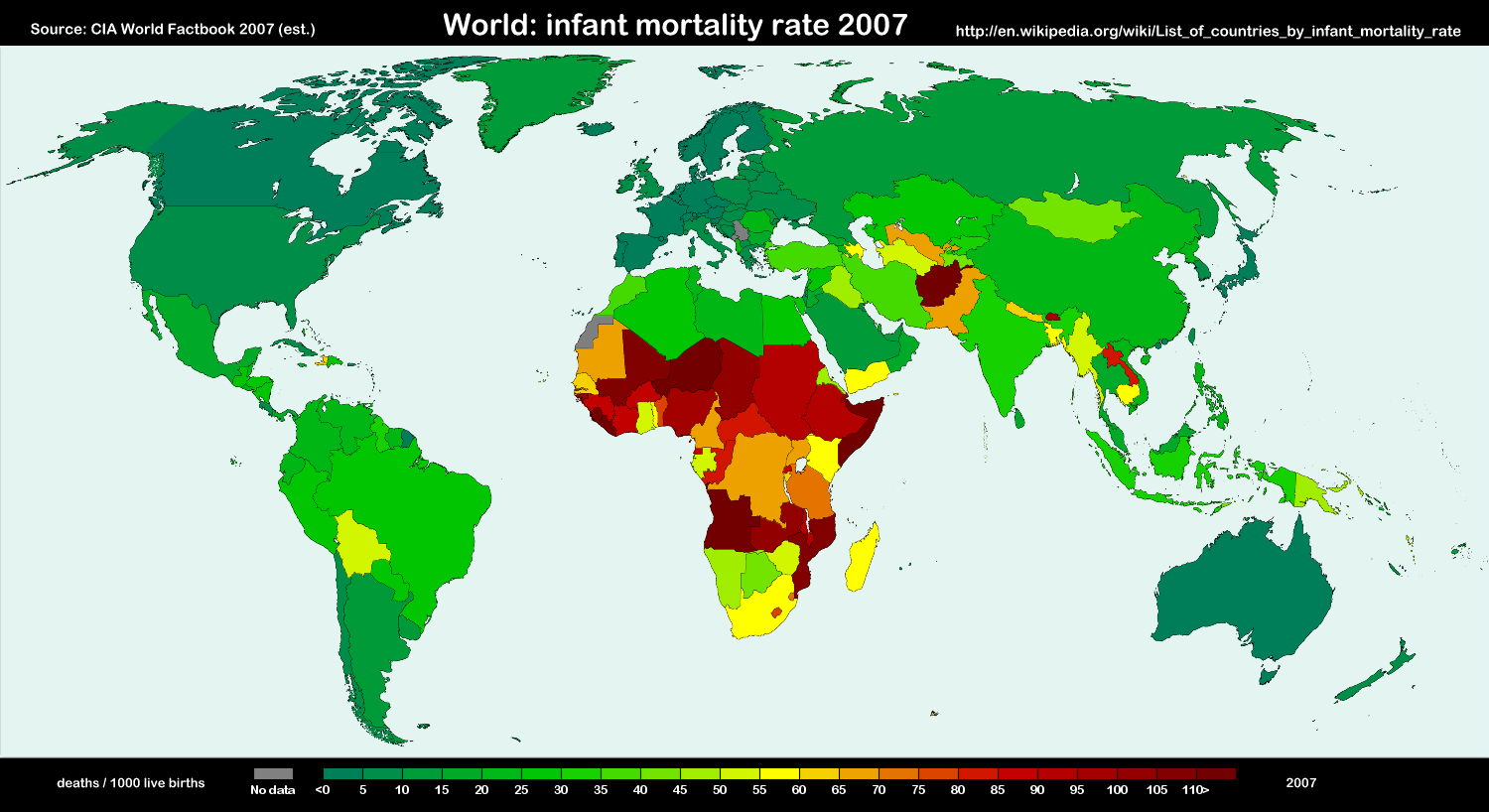
Współczynnik umieralności niemowląt według państw świata w 2007

Współczynnik umieralności niemowląt – liczba zgonów niemowląt (tj. dzieci w wieku 0-1 roku) w danym przedziale czasowym przypadająca na 1000 urodzeń żywych; jeden ze wskaźników oceny stanu zdrowia populacji.
Generalnie, największa wartość współczynnika jest notowana w ubogich krajach Afryki i Azji (np. ponad 100 w Afganistanie, ponad 90 w Somalii, ponad 80 w Republice Środkowoafrykańskiej), Gwinei Bissau, Czadzie i Nigrze, najmniejsza zaś w Ameryce Północnej, Australii, Europie i wysoko rozwiniętych państwach Azji (np. Japonia, Singapur – poniżej 2).
W Polsce współczynnik w 2012 wyniósł 4,7‰.
Wyróżnia się umieralność wczesną niemowląt (do 27. dnia życia) oraz późną (między 28. dniem a 11. miesiącem). Umieralność wczesna (noworodkowa) stanowi 70% ogólnej umieralności niemowląt (3,3). Przyczyną prawie 52% zgonów niemowląt są choroby i stany okresu okołoporodowego, czyli powstające w trakcie trwania ciąży matki i w okresie pierwszych 6 dni życia noworodka, kolejne 34% zgonów stanowią wady rozwojowe wrodzone, a pozostałe są powodowane chorobami nabytymi w okresie niemowlęcym lub urazami.
Wyróżnia się także współczynnik umieralności okołoporodowej, czyli urodzenia martwe i zgony niemowląt w wieku 0-6 dni na 1000 urodzeń żywych i martwych. W 2011 r. w Polsce kształtował się na poziomie ok. 6,7‰.